# Maurice Kohn
Pour les articles homonymes, voir Kohn.
Maurice Kohn, né le 31 janvier 1881 à Diekirch (Luxembourg) et mort le 22 mars 1929, est un juriste et homme politique luxembourgeois.
Du 18 juin 1917 au 28 septembre 1918, Maurice Kohn est Directeur général de l'Intérieur — soit l'équivalent de ministre de l'Intérieur aujourd'hui — au sein du gouvernement dirigé par Léon Kauffman dans le cadre de l'occupation allemande du Luxembourg pendant la Première Guerre mondiale,,.
Il est marié à Lucie Fischer (1890-1949) avec qui il a deux enfants.